# Cuisine arabe

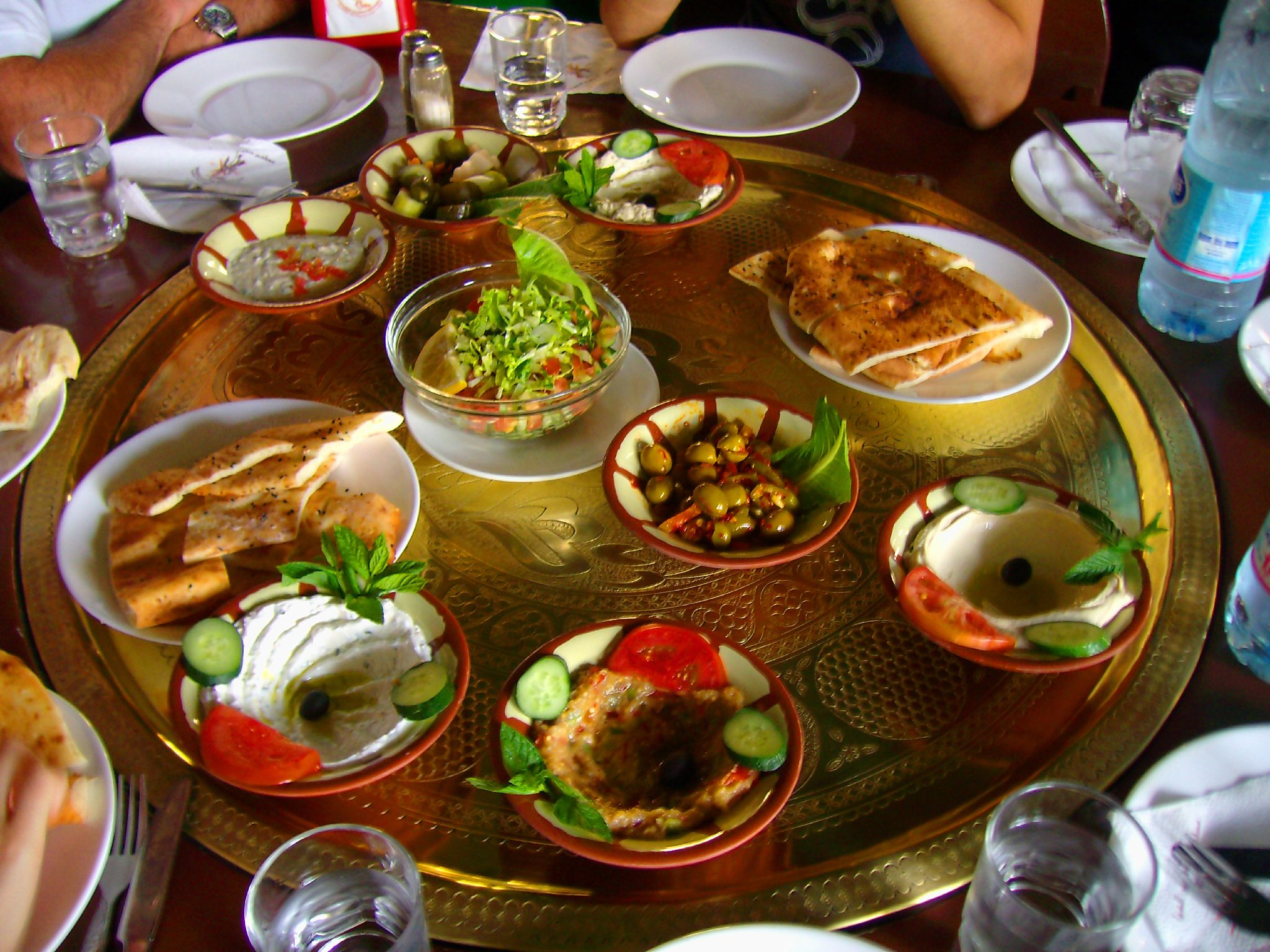
Une table comprenant différents types de mezzés jordaniens.

La cuisine arabe (arabe : مطبخ عربي) désigne la gastronomie et les traditions culinaires des différentes cuisines du monde arabe et de la Mésopotamie. Composante majeure de la cuisine africaine, elle englobe ainsi de nombreuses pratiques d'alimentation régionales, dont les principales sont la cuisine levantine, et égyptienne. Elle est également proche des cuisines juive, berbère, méditerranéenne et turque, avec qui elle a des plats et des traditions culinaires communes.
La cuisine arabe est fréquemment marquée par le respect des interdits alimentaires issus de la religion musulmane (haram) : les mets à base de porc et l'alcool y sont généralement prohibés, et les aliments sont parfois préparés de manière rituelle (halal).
Les principaux plats de la cuisine arabe sont communs à de nombreuses cultures locales : le taboulé, le houmous, les boulettes de viande (keftés), les mezzés, le fata'ir, le falafel, le chawarma.

## Histoire
On sait que le Prophète aimait par-dessus tout le tharîd de son épouse préférée A'ishah, plat dont on raconte qu'il serait l'invention de son arrière-grand-père. Toujours est-il que l'expansion de l'islam faut aussi celle de la cuisine bédouine d'Arabie qui intégrera les différentes cuisines du monde islamisé.
C'est à la cour califale que se développe un art de la gastronomie au IXe siècle, à Bagdad, Kitab al-Tabikh de Ibrahim ibn al-Mahdî donne 40 recettes conservées qui vont être prises comme modèle. Kitab al-Tabikh de Ibn Sayyar al-Warraq avec 615 recettes donne une idée de la variété des inspirations cette cuisine avec les influences perse, bédouine, égyptienne et proche orientale. L'école de Bagdad produira encore au XIIIe siècle, le Kitab al-Tabikh de Muhammad bin Hasan al-Baghdadi (161 recettes).
A l'ouest les nombreux peuples islamisés d'Al-Andalus, nous ont laissé des livres qui décrivent la cuisine aristocratique et les cuisines populaires: Fudalat al-Khiwan de Ibn Razin al-Tuyibi (428 recettes). Kitab al-Tabikh, de l'Anonyme Andalou (521recettes dont les sirops et boissons). Une seconde école succède aux andalous immigré, celle du Caire avec 3 livres incontournable (Kitab al Waslat, traditionnellement attribué à Ibn al-Adim (700 recettes), Kanz al-fawāʾid Fi Tanwi' Al-Mawa'id, auteur inconnu (830 recettes), Zahr al-ḥadīqa fī al-aṭʿima al-anīqa attribuée à Shihāb al-Dīn Aḥmad Ibn Mubārak Shāh (332 recettes) et sous l'influence cairote Kitâb al-tibâkha, attribué à Ibn al-Mabrad ou Mubarrad (55 recettes conservées) publié à Damas.
Lilia Zaouali (2010) a donné dans La grande cuisine arabe du Moyen Âge un aperçu illustré de la cuisine arabe médiévale (qui est aussi une cuisine juive) et en praticienne elle a décrit les recettes tunisiennes actuelles en face de leurs correspondantes souvent plus sophistiquées dans les livres arabes du moyen âge.

## Aliments
La cuisine arabe utilise des aliments et des épices spécifiques, parfois uniques. Parmi ces aliments, on peut citer :
- Viande : les viandes de poulet et de mouton sont les plus utilisées, ainsi que celles de bœuf et de chèvre. D'autres volailles sont utilisées dans d'autres régions, le poisson est utilisé sur les espaces littoraux incluant la mer Méditerranée, l'Océan Atlantique ou la mer Rouge. Le porc est formellement prohibé chez les arabes musulmans pour des raisons culturelles et religieuses; beaucoup d'arabes chrétiens ne mangent pas de porc.
- Produits laitiers : ils sont largement utilisés, surtout le yaourt, le babeurre et le fromage blanc. Le beurre et la crème sont également utilisés.
- Épices : leur utilisation varie généralement en fonction des régions. On peut citer entre autres le sésame, le safran, le poivre noir, le piment, le curcuma, l'ail, le cumin, la cannelle, le persil, la coriandre et le sumac. Il y a également des mélanges spéciaux (baharat, ras el-hanout, zaatar, harissa...)
- Boissons : les boissons chaudes sont plus utilisées que les boissons froides, le café est plus courant dans les pays du Moyen-Orient tandis que le thé est plus fréquent dans les pays du Maghreb. Les autres boissons arabes notables sont la horchata de chufa ou le jus d'avocat.
- Céréales : le riz est l'aliment de base pour la plupart des plats; le blé est la principales source de fabrication du pain. Le boulghour et la semoule sont également très utilisés.
- Gousses : les lentilles sont largement utilisées sous toutes leurs variantes, ainsi que les fèves, les pois chiches, les haricots rouges et blancs.
- Légumes : les légumes les plus répandus sont les carottes, les aubergines, les courgettes, les artichauts, le gombo, les oignons et les olives. Les pommes de terre sont également consommées.
- Fruits : les fruits les plus courants sont les grenades, les dattes, les figues, les oranges, les citrons, les pastèques, les melons, les raisins, les pêches et les nectarines.
- Fruits à coque : les amandes, les cacahuètes, les pignons, les pistaches et la noix sont souvent inclus dans les plats.
- Plantes aromatiques : le persil, la coriandre, et la menthe sont populaires en assaisonnement de plats. Les épinards et la mloukhiya (issue du corchorus) sont utilisés dans les plats préparés.
- Sauces : les sauces sont les plus répandues sont une combinaison d'huile d'olive, jus de citron, le tahini (pâte de sésame). Le lebné est souvent assaisonné avec de la menthe, de l’oignon, de l'ail puis ajouté aux plats.

## Culture
Le concept d'hospitalité et de générosité est essentiel à toute cuisine du monde arabe. Les repas sont généralement des affaires familiales, avec beaucoup de partage et de chaleur autour de la table. Les repas et les célébrations officielles impliquent généralement de grandes quantités de viande, et chaque occasion implique de grandes quantités de café arabe ou de thé arabe.

## Structure des repas
Il y a deux types de structures de repas dans le monde arabe, l'un régulier et l'autre pendant le mois du ramadan.

### Petit déjeuner
On sert souvent des croissants pour le petit déjeuner accompagné de café. Le petit déjeuner est souvent un repas rapide avec du pain, des produits laitiers, du thé et de la confiture. Les yaourts et le lebné sont les produits les plus fréquemment utilisées.

### Déjeuner
Le déjeuner est considéré comme le repas principal de la journée, il est servi traditionnellement entre 13h30 et 14h30. La viande et les légumes sont généralement préparés simultanément et servis avec des accompagnements (salades, mezzé...).

### Dîner
Le dîner a longtemps été le repas le plus léger de la journée mais est devenu plus important au regard des heures de travail pendant la journée.

### Desserts
En plus des deux repas pris pendant le Ramadan (iftar et suhur), les pâtisseries sont beaucoup plus consommés que d'habitude entre les repas. Les pâtisseries notables sont les Kenafeh, baklava et basboussa. Certaines sont faites spécialement pour le Ramadan, comme les qatayef.

### Iftar
L'iftar (également appelé ftour) est le repas de rupture du jeûne consommé pendant le ramadan juste après le coucher du soleil. Ce repas consiste traditionnellement en trois étapes : d'abord la consommation d'une datte, suivie d'une soupe (la soupe aux lentilles étant la plus populaire) et enfin le plat principal. L'iftar est similaire au dîner, à l'exception que les boissons froides sont servies.

### Suhur
Le suhur est le repas consommé juste avant le lever du soleil afin d'entamer la journée de jeûne.

## Cuisines régionales

### Maghreb
Le maghreb borde la mer Méditerranée et comprend le Maroc, l'Algérie, la Libye, la Tunisie, la Mauritanie et l’Égypte. Cette région est marquée par sa diversité géographique, politique, sociale, économique et culturelle. La cuisine, le style culinaire et l'art de l'Afrique du Nord sont aussi divers que ses régions, ses peuples et son histoire. Les racines de la cuisine nord-africaine remontent aux anciens empires d'Afrique du Nord, notamment en Égypte, où de nombreux plats du pays et traditions culinaires remontent à l'Antiquité.

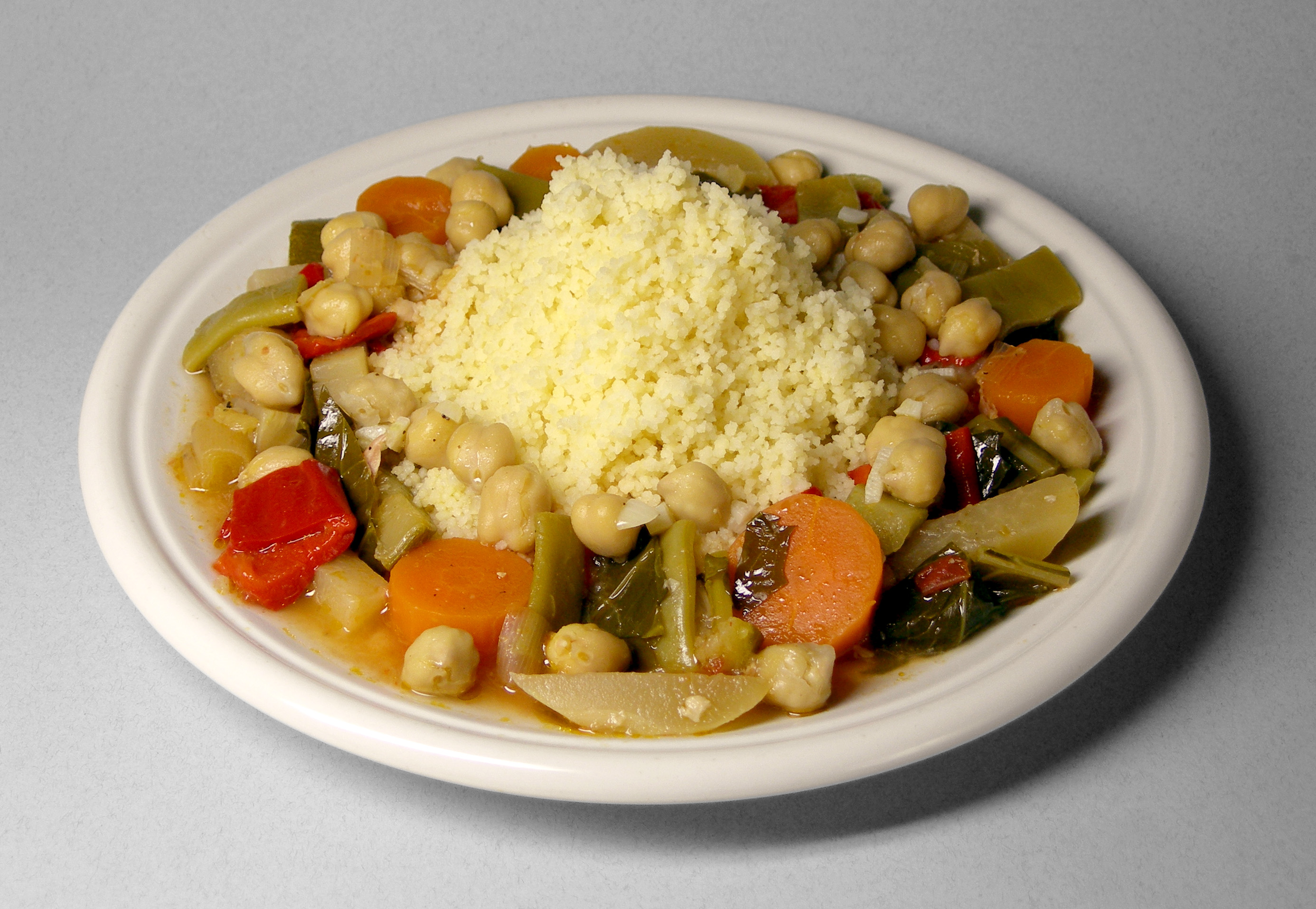
couscous aux légumes et pois chiche

Au cours des siècles les commerçants, voyageurs, envahisseurs, migrants et immigrants ont tous influencé la cuisine de l'Afrique du Nord. Les Phéniciens du Ier siècle y apportent les saucisses, tandis que les Carthaginois introduisent le blé et la semoule. Les Berbères adaptent la semoule dans le couscous, l'un des principaux aliments de base. Les olives et l'huile d'olive ont été introduites avant l'arrivée des Romains. Dès le VIIe siècle, les Arabes introduisent une variété d'épices, comme le safran, la muscade, la cannelle, le gingembre et les clous de girofle, qui contribuent et influencent la culture culinaire de l'Afrique du Nord. Les Turcs ottomans apportent les pâtisseries et autres produits de boulangerie. Du Nouveau Monde, l'Afrique du Nord intègre les pommes de terre, tomates, courgettes et les piments.
La plupart des pays d'Afrique du Nord ont plusieurs plats en commun, parfois pratiquement le même plat portant un nom différent : la tangia marocaine et la coucha tunisienne sont le même plat, un ragoût de viande préparée dans une urne et cuit toute la nuit dans un four public, parfois avec un léger changement dans les ingrédients et le style de cuisson. Pour ajouter à la confusion, deux plats complètement différents peuvent également porter le même nom : par exemple, un tajine est un ragoût cuit lentement au Maroc, alors que le tajine tunisien est une omelette, ressemblant à une quiche, cuite au four.